# Johann Rudolf Geigy-Merian
Johann Rudolf Geigy-Merian (* 4. März 1830 in Basel; † 17. Februar 1917 ebenda) war ein Schweizer Farbstoff- und Drogenfabrikant und Politiker.

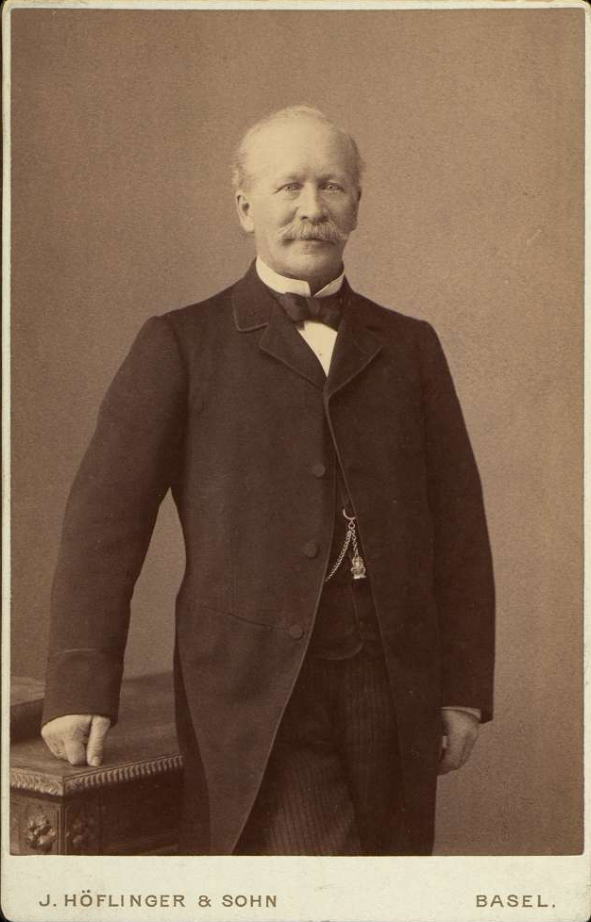
Johann Rudolf Geigy-Merian, vor 1892

## Leben

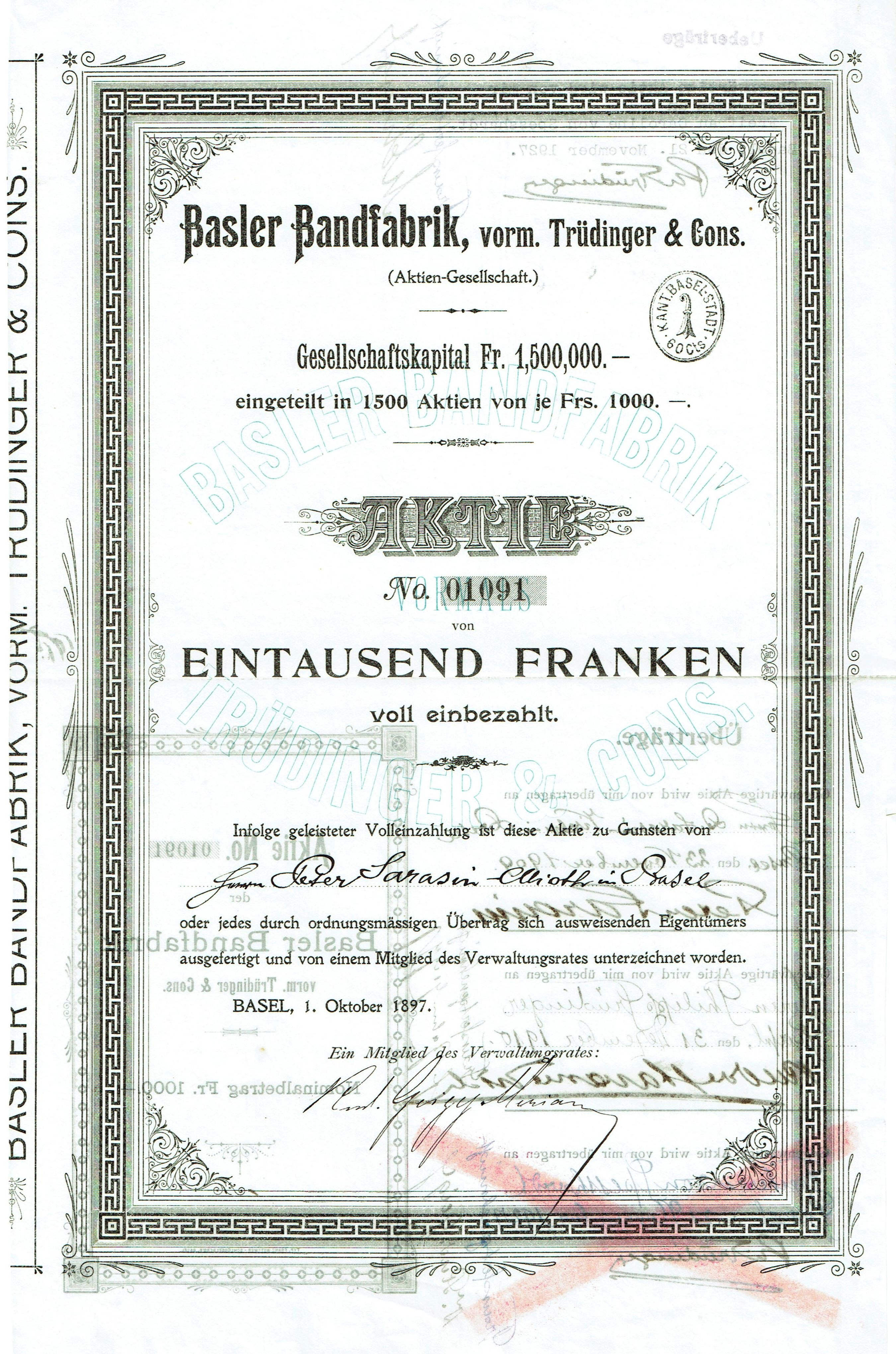
Aktie der Basler Bandfabrik, vorm. Trüdinger & Cons. vom 1. Oktober 1897 mit Originalunterschrift von Johann Rudolf Geigy-Merian

Seine Eltern waren Karl Geigy (1798–1861) und dessen erste Gattin Sophie, geb. Preiswerk. Sein Grossvater, Hieronymus Geigy (1771–1830) war der Sohn von Johann Rudolf Geigy-Gemuseus (1733–1793), der in Basel mit Materialien, Chemikalien, Farbstoffen und Heilmitteln aller Art zu handeln begonnen hatte, und J.R. Geigy (heute Novartis) gründete. Nach dem Gymnasium machte er eine dreijährige Lehre im väterlichen Betrieb und verbrachte dann fünf Jahre als Kaufmann in Frankreich, England und Indien, bis er 1854 in das Familienunternehmen eintrat. 1855 heiratete er Maria Merian (1837–1912), die Tochter des Basler Kaufmanns, Seidenbandfabrikanten und Ratsherrn Samuel Merian. Ihre Töchter Maria (* 1856) und Louise (* 1858) heirateten die Bankiers Friedrich Zahn bzw. Alfons Ehinger. Ihre Söhne Johann Rudolf (* 1862) und Karl (* 1866) wurden auch Fabrikanten. Sein Enkel war der Tropenmediziner Rudolf Geigy.
1857 erwarb er zusammen mit dem Prokurist Johann Jakob Müller-Pack ein Grundstück am Riehenteich (Rosentalquartier), auf dem er ein Farbholz- und ein Farbextraktionswerk errichtet. Zwei Jahre später nehmen die beiden die Produktion von synthetischem Fuchsin auf. Von 1857 bis 1864 amtierte er in Basel als Zivilrichter und anschliessend bis 1879 als Appellationsrichter. 1863 gründete er zusammen mit seinem Schwager Alphons Koechlin und einigen Privatbankiers die Basler Handelsbank (1945 vom Schweizer Bankverein übernommen), deren Verwaltungsratspräsident er 1893–1913 war.
Als Anhänger des Juste Milieu wurde er 1864 in den Grossen Rat des Kantons Basel-Stadt gewählt. Im gleichen Jahr übernahm er nach Umweltauflagen alle Fabrikanlagen von Müller-Pack. 1876 war er Mitbegründer der Basler Handelskammer (1891–98 deren Präsident) und 1882–98 Mitglied der Schweizer Handelskammer. 1876–78 liess er im Bäumlihof ein grosses Herrschaftshaus errichten. Nach den Parlamentswahlen 1878 war er bis 1887 Mitglied des Nationalrates, wo er den Ruf völliger Unabhängigkeit und grösster fachlicher Kompetenz genoss. Nach Alfred Eschers Tod galt er als eine der massgebenden Personen in Wirtschaftsfragen. Er sass auch in den Verwaltungsräten der Gotthardbahn und der Schweizerischen Centralbahn. 1880 erwarb er die Schweizer Grenzpost, die er zu einer wirtschaftspolitisch liberalen Zeitung machte. Im November 1890 plädierte er für eine gewerkschaftliche Organisation der Arbeiterschaft. Im November 1886 lud er Peter Theophil Bühler zur ersten Sitzung der Alkoholkommission ein und nahm im Folgejahr entscheidenden Einfluss auf die Ausgestaltung des Alkoholmonopols.
Nachdem die BASF 1880 das erste Patent zur Indigosynthese angemeldet hatte, beauftragte er um 1888 den Autodidakten und Forscher Traugott Sandmeyer mit der Suche nach einem einfacheren Verfahren zur Indigosynthese. 1898 gründete er eine Produktionsstätte in Grenzach, Deutschland. 1901 wurde die Firma in eine Aktiengesellschaft umgewandelt und 1914 in J.R. Geigy AG umbenannt. Sein Hauptwerk war die Vollendung des Chemieunternehmens. Er führte die Farbwarenhandlung und Extraktfabrik für natürliche Farbstoffe ins industrielle Zeitalter mit Anilinfarben, Grossproduktion und weltweitem Vertrieb.